# Kari Uotila
Kari Antero Uotila, född 4 januari 1955 i Pertunmaa, är en finländsk politiker (Vänsterförbundet). Han har varit ledamot av Finlands riksdag 1995–2007 och på nytt sedan 2008. Uotila har arbetat som plåtslagare.
Uotila omvaldes i riksdagsvalet 2015 med 3 152 röster från Nylands valkrets.